# Valentina Necoară
Valentina Iulia Necoară (* 12. Februar 2005) ist eine rumänische Leichtathletin, die sich auf den Stabhochsprung spezialisiert hat.

## Sportliche Laufbahn
Erste internationale Erfahrungen sammelte Valentina Necoară im Jahr 2021, als sie bei den U20-Balkan-Hallenmeisterschaften in Sofia mit übersprungenen 3,60 m die Silbermedaille gewann. Anschließend brachte sie bei den Balkan-Hallenmeisterschaften in Istanbul keinen gültigen Versuch zustande. Im Sommer belegte sie dann bei den U20-Balkan-Meisterschaften ebendort mit 3,40 m den siebten Platz. Im Jahr darauf siegte sie mit 3,70 m bei den U20-Balkan-Hallenmeisterschaften in Belgrad und gelangte bei den Balkan-Hallenmeisterschaften in Istanbul mit 3,70 m den siebten Platz. Im Juni belegte sie bei den Balkan-Meisterschaften in Craiova mit 3,50 m auf den sechsten Platz und anschließend wurde sie bei den U18-Europameisterschaften in Jerusalem mit 3,75 m Fünfte. Kurz darauf gewann sie bei den Leichtathletik-U20-Balkan-Meisterschaften in Denizli mit 3,80 m die Silbermedaille. 2024 gewann sie bei den U20-Balkan-Hallenmeisterschaften in Belgrad mit 3,35 m die Bronzemedaille.
In den Jahren von 2021 bis 2023 wurde Necoară rumänische Meisterin im Stabhochsprung im Freien sowie von 2021 bis 2023 auch in der Halle.